# Adasi
 (mai 2023).
Adasi est un roi d'Assyrie, le dernier des sept rois désignés par la liste des rois assyriens comme usurpateurs du trône. Il règne de 1720 à 1701 av. J.-C. après l'éviction du pouvoir amorrite sur Babylone. 
Il est reconnu comme étant le stabilisateur de l'Assyrie, l'ayant libérée de la guerre civile et de l'influence amorrite. La dynastie Adaside d'Assyrie est nommée d'après lui. Son successeur est Bel-bani.